# Lake Secession
 (avril 2025).
Lake Secession est une census-designated place située dans le comté d'Abbeville, dans l’État de Caroline du Sud, aux États-Unis. Lors du recensement de 2020, elle comptait 1 058 habitants.